# ناثانيل مينديز لاينغ
ناثانيل مينديز لاينغ (بالإنجليزية: Nathaniel Mendez-Laing) (مواليد 15 أبريل 1992 في برمينغهام - إنجلترا) لاعب كرة قدم إنجليزي يلعب حاليا لصالح نادي الدرجة الممتازة وولفرهامبتون واندررز الإنجليزي منذ 2009 في مركز الجناح . .

## روابط خارجية
- ناثانيل مينديز لاينغ على موقع قاعدة بيانات كرة القدم.إي يو (الإنجليزية)
- ناثانيل مينديز لاينغ على موقع Soccerbase.com (لاعب) (الإنجليزية)
- ناثانيل مينديز لاينغ على موقع Soccerway.com (الإنجليزية)
- ناثانيل مينديز لاينغ على موقع عالم كرة القدم.نت (الإنجليزية)
- ناثانيل مينديز لاينغ على موقع كووورة